# Bernier
Insula Bernier este o insulă care face parte din Dorre, Bernier și Dirk Hartog, fiind cea mai nordică dintre acestea.